# Daniel Fernández y Domingo
Daniel Fernández y Domingo (Tortosa, 1829-Tortosa, 1885) fue un médico, profesor e historiador español.

## Biografía
Nació en Tortosa en 1829, hijo de un militar vallisoletano que había contraído matrimonio en dicha localidad. Estudió primera y segunda enseñanza en Tortosa. Después se matriculó en la facultad de Medicina de la Universidad de Barcelona hasta licenciarse en 1854, poco antes de estallar la epidemia de cólera en la ciudad. En 1877 fue concejal y teniente de alcalde de Tortosa. Dedicado a la literatura, colaboró en periódicos como El Siglo Médico y La Gaceta y fue uno de los fundadores del periódico local tortosino La Voz del Progreso. Regentó la cátedra de francés del instituto de segunda enseñanza de Tortosa y llevado por su afición a la historia escribió y publicó una historia de Tortosa editada en Barcelona en 1866. Falleció en su localidad natal de un ataque de apoplejía fulminante el 25 de noviembre de 1885.